# Бервік (переписна місцевість, Мен)
Бервік (англ. Berwick) — переписна місцевість (CDP) в США, в окрузі Йорк штату Мен. Населення — 2277 осіб (2020).

## Географія
Бервік розташований за координатами 43°16′12″ пн. ш. 70°51′45″ зх. д. / 43.27000° пн. ш. 70.86250° зх. д. (43.269956, -70.862430).  За даними Бюро перепису населення США в 2010 році переписна місцевість мала площу 4,14 км², з яких 4,07 км² — суходіл та 0,07 км² — водойми.

## Демографія
Згідно з переписом 2010 року, у переписній місцевості мешкало 2187 осіб у 845 домогосподарствах у складі 569 родин. Густота населення становила 528 осіб/км².  Було 920 помешкань (222/км²).
Расовий склад населення:
| - 94,3 % — білих - 2,0 % — азіатів - 0,6 % — чорних або афроамериканців - 0,3 % — корінних американців |

До двох чи більше рас належало 2,6 %. Частка іспаномовних становила 1,4 % від усіх жителів.
За віковим діапазоном населення розподілялося таким чином: 28,1 % — особи молодші 18 років, 61,0 % — особи у віці 18—64 років, 10,9 % — особи у віці 65 років та старші. Медіана віку мешканця становила 34,0 року. На 100 осіб жіночої статі у переписній місцевості припадало 91,8 чоловіків;  на 100 жінок у віці від 18 років та старших — 89,3 чоловіків також старших 18 років.
Середній дохід на одне домашнє господарство  становив 80 071 долар США (медіана — 68 869), а середній дохід на одну сім'ю — 75 460 доларів (медіана — 72 669). За межею бідності перебувало 4,2 % осіб, у тому числі 0,0 % дітей у віці до 18 років та 7,2 % осіб у віці 65 років та старших.
Цивільне працевлаштоване населення становило 1294 особи. Основні галузі зайнятості: освіта, охорона здоров'я та соціальна допомога — 21,5 %, виробництво — 20,8 %, роздрібна торгівля — 12,7 %, публічна адміністрація — 10,7 %.